# Never Say Goodbye (singel Bon Jovi)
Never Say Goodbye – ballada rockowa zespołu Bon Jovi wydana jako singel w 1987 roku, za pośrednictwem wytwórni Mercury, który promował album Slippery When Wet. Autorami utworu są Jon Bon Jovi (tekst) i Richie Sambora (muzyka). Utwór został dołączony jako utwór bonusowy (we wszystkich edycjach prócz amerykańskiej) do kompilacji grupy, Cross Road (1994).
W 2009 tajwański zespół rockowy Power Station nagrał cover utworu w języku mandaryńskim.
Singel uplasował się na 11. miejscu listy Mainstream Rock Tracks, 21. pozycji zestawienia UK Singles Chart, a także na 38. miejscu list przebojów w Nowej Zelandii i 59. w Holandii.

## Spis utworów
Wersja amerykańska
1. „Never Say Goodbye”
2. „Edge of a Broken Heart”

Wersja europejska
1. „Never Say Goodbye”
2. „Shot Through the Heart” (Live)

USA & UK CD (reedycja)
Sporządzono na podstawie materiału źródłowego.
1. „Never Say Goodbye”
2. „Social Disease”
3. „Edge Of A Broken Heart”
4. „Raise Your Hands”